# Lijst van schilderijen in het Rijksmuseum Amsterdam/Fa-Fm
Lijst van schilderijen in het Rijksmuseum Amsterdam met werken van schilders van wie de achternaam begint met de letters Fa t/m Fm. Vermeldingen in het grijs geven aan dat het werk geen deel meer uitmaakt van de collectie van het Rijksmuseum, bijvoorbeeld omdat het in bruikleen gegeven is aan een andere instelling of omdat het teruggegeven is aan de bruikleengever.
| Inventarisnummer | Toeschrijving                                              | Titel | Datering      | Afbeelding |
| ---------------- | ---------------------------------------------------------- | --- | ------------- | ---------- |
| SK-A-1304        | Barent Fabritius                                           | Portret van Willem van der Helm met zijn vrouw Belytgen Cornelisdr. van de Schelt en hun zoontje Leendert              | 1656          |            |
| SK-A-2958        | Barent Fabritius                                           | De verloren zoon | 1661          |            |
| SK-A-2959        | Barent Fabritius                                           | De Farizeeër en de tollenaar                                                                                           | 1661          |            |
| SK-A-2960        | Barent Fabritius                                           | De rijke man en de arme Lazarus                                                                                        | 1661          |            |
| SK-A-4192        | Toegeschreven aan Barent Fabritius                         | Galerij met uitzicht op een park                                                                                       | 1660-1673     |            |
| SK-A-1591        | Carel Fabritius                                            | Portret van Abraham de Potter                                                                                          | 1649          |            |
| SK-A-1282        | Naar Carel Fabritius                                       | Hera verbergt zich tijdens het gevecht van de goden met de giganten                                                    | 1640-1650     |            |
| SK-A-2679        | Carel Van Falens                                           | Jachtgezelschap | 1700-1733     |            |
| SK-A-1184        | Willem de Famars Testas                                    | Binnenplaats van een huis te Caïro                                                                                     | 1868-1881     |            |
| SK-A-2893        | Henri Fantin-Latour                                        | Herfst | 1855-1900     |            |
| SK-A-2894        | Henri Fantin-Latour                                        | Esquisse pour l'Hommage à Delacroix                                                                                    | 1863-1864     |            |
| SK-A-2892        | Henri Fantin-Latour                                        | Liggende naakte vrouw                                                                                                  | 1874          |            |
| SK-A-2982        | Henri Fantin-Latour                                        | Stilleven met fruit | Ca. 1880-1890 |            |
| SK-A-2895        | Henri Fantin-Latour                                        | Stilleven met bloemen                                                                                                  | 1887          |            |
| SK-C-1352        | Paolo Farinati                                             | De aanbidding van de koningen                                                                                          | Ca. 1585      |            |
| SK-A-4937        | Paulus Constantijn la Fargue                               | De zwaaikom in de trekvaart in Leidschendam                                                                            | 1756          |            |
| SK-C-1775        | Paulus Constantijn la Fargue                               | De vergaderzaal van het genootschap Kunst Wordt Door Arbeid Verkregen                                                  | 1774          |            |
| SK-A-3959        | Paulus Constantijn la Fargue                               | Het Herepad in het Haagse Bos                                                                                          | 1778          |            |
| SK-A-3834        | Paulus Constantijn la Fargue                               | Interieur van de zaal van het genootschap Kunst wordt door Arbeid verkregen te Leiden                                  | 1780          |            |
| SK-A-637         | Isaac Lodewijk la Fargue van Nieuwland                     | Portret van Jan Hendrik van Rijswijk                                                                                   | 1754          |            |
| SK-A-638         | Isaac Lodewijk la Fargue van Nieuwland                     | Portret van Johanna van Rijswijk                                                                                       | 1754          |            |
| SK-A-951         | J. Farncombe Sanders                                       | Het kasteel Radboud te Medemblik                                                                                       | 1837          |            |
| SK-C-1445        | Antoine de Favray                                          | Portret van David George van Lennep met zijn vrouw en kinderen                                                         | 1769-1771     |            |
| SK-A-4127        | Antoine de Favray                                          | Portret van David George van Lennep met zijn vrouw en kinderen                                                         | 1769-1771     |            |
| SK-A-5006        | Henry Ferguson                                             | Fantasielandschap met de Heilige Carlo Borromeo                                                                        | Ca. 1700-1720 |            |
| SK-A-1290        | William Gowe Ferguson                                      | Stilleven met vogels                                                                                                   | 1662          |            |
| SK-A-2154        | William Gowe Ferguson                                      | Stilleven met vogels en jachtgerei                                                                                     | 1684          |            |
| SK-A-5029        | Edgar Fernhout                                             | Zelfportret | 1937          |            |
| SK-A-3395        | Defendente Ferrari                                         | Maria met kind | 1526          |            |
| SK-A-3394        | Defendente Ferrari                                         | Anna te Drieën | 1528          |            |
| SK-A-3032        | Atelier van Gaudenzio Ferrari                              | Maria met kind | 1525-1535     |            |
| SK-C-820         | Toegeschreven aan Francesco (genaamd Il Maltese) Fieravino | Stilleven met vruchten en vaatwerk op een Smyrna kleed                                                                 | 1650-1680     |            |
| SK-A-2551        | Toegeschreven aan Francesco (genaamd Il Maltese) Fieravino | Stilleven met vruchten en vaatwerk op een Smyrna kleed                                                                 | 1650-1680     |            |
| SK-A-2928        | Jan Fijt                                                   | Arenden op rotsen | 1857          |            |
| SK-C-1427        | Jacobello del Fiore                                        | Het martelaarschap van Sint-Laurentius, met twee benedictinessen                                                       | Ca. 1425      |            |
| SK-A-4001        | Jacobello del Fiore                                        | Het martelaarschap van Sint-Laurentius, met twee benedictinessen                                                       | Ca. 1425      |            |
| SK-A-3133        | Govert Flinck                                              | Mercurius, Argus en Io                                                                                                 | 1635-1645     |            |
| SK-A-3451        | Govert Flinck                                              | Portret van Rembrandt als herder met staf en fluit                                                                     | 1636          |            |
| SK-A-110         | Govert Flinck                                              | Isaak zegent Jakob | 1638          |            |
| SK-A-4166        | Govert Flinck                                              | Portret van een man, bekend als Gozen Centen                                                                           | Ca. 1639-1640 |            |
| SK-C-370         | Govert Flinck                                              | De overlieden van de Kloveniersdoelen                                                                                  | 1642          |            |
| SK-A-582         | Govert Flinck                                              | Portret van een man, vermoedelijk Augustijn Wtenbogaert                                                                | Ca. 1643      |            |
| SK-C-371         | Govert Flinck                                              | Het korporaalschap van kapitein Albert Bas en luitenant Lucas Conijn                                                   | 1645          |            |
| SK-C-1           | Govert Flinck                                              | Schutters van de compagnie van kapitein Joan Huydecoper en luitenant Frans van Waveren                                 | 1648          |            |
| SK-A-218         | Govert Flinck                                              | Portret van Joost van den Vondel                                                                                       | 1653          |            |
| SK-A-869         | Govert Flinck                                              | Allegorie op de nagedachtenis van Frederik Hendrik, prins van Oranje, met het portret van zijn weduwe Amalia van Solms | 1654          |            |
| SK-C-480         | Govert Flinck                                              | Portret van Gerard Pietersz Hulft                                                                                      | 1654          |            |
| SK-C-605         | Govert Flinck                                              | Portret van Gerard Pietersz Hulft                                                                                      | 1654          |            |
| SK-A-3103        | Govert Flinck                                              | Portret van Gerard Pietersz Hulft                                                                                      | 1654          |            |
| SK-C-38          | Atelier van Govert Flinck                                  | Portret van Cornelis Bicker                                                                                            | 1654          |            |